# Elena Moretti
Elena Moretti (ur. 29 czerwca 1987) – włoska judoczka. Olimpijka z Londynu 2012, gdzie zajęła dziewiąte miejsce, w wadze ekstralekkiej.
Uczestniczka mistrzostw świata w 2009 i 2010. Startowała w Pucharze Świata w latach 2005, 2008-2012 i 2015. Mistrzyni igrzysk śródziemnomorskich w 2009 roku.

## Letnie Igrzyska Olimpijskie 2012
| Konkurencja | Eliminacje           | Klas. końcowa |
| Konkurencja | Przeciwnik I         | Miejsce       |
| ----------- | -------------------- | ------------- |
| 48 kg       | Paula Pareto (ARG) P | 9.            |